# D'Est
D'Est è un film documentario sperimentale del 1993 diretto da Chantal Akerman. Girato in Polonia, Ucraina, Russia e Germania dell'Est, questo film ritrae scene di vita nell'Europa orientale dopo la caduta del blocco comunista.